# Sophie Lang s'évade
Série Sophie Lang
Le Retour de Sophie Lang (1936)
Pour plus de détails, voir Fiche technique et Distribution.
Sophie Lang s'évade (Sophie Lang Goes West) est un film américain en noir et blanc réalisé par Charles Reisner, sorti en 1937.
Il s’agit du dernier volet de la trilogie policière mettant en scène le personnage de Sophie Lang, la voleuse internationale incarnée par Gertrude Michael. Les films précédents sont : Le Retour de Sophie Lang (1936) et Une femme diabolique (1934).

## Synopsis
Fatiguée d'être interrogée par la police de New York à chaque fois qu'un bijou disparaît, la célèbre ex-voleuse de bijoux Sophie Lang décide d'aller en Californie se cacher dans le wagon du cinéaste Eddie Rollyn. Rollyn travaille sur une histoire pour la star de cinéma Helga Roma, qui est également à bord du train avec son manager, Steve Clayson. Le détective de New York Archie Banks est à bord du train comme garde du corps du sultan de Padaya, propriétaire d'un joyau précieux appelé « Star of the World »...

## Fiche technique
- Titre : Sophie Lang s'évade
- Titre original : Sophie Lang Goes West
- Réalisateur : Charles Reisner
- Scénario : Doris Anderson, Brian Marlow, Robert Wyler d'après les nouvelles de Frederick Irving Anderson
- Directeur de la photographie : Ted Tetzlaff
- Montage : Chandler House
- Direction artistique : Hans Dreier, Robert Odell
- Costumes : Edith Head, Travis Banton
- Format : noir et blanc - image : 1,37:1 - son : Mono (Western Electric Mirrophonic Recording)
- Genre : Drame, policier
- Durée : 62 min
- Dates de sortie :
  -  États-Unis : 10 septembre 1937
  -  France : 16 mars 1938

## Distribution
- Gertrude Michael : Sophie Lang
- Lee Bowman : Eddie Rollyn
- Sandra Storme  : Helga Roma
- Buster Crabbe : Steve Clayson
- Barlowe Borland  : Archie Banks
- C. Henry Gordon : le sultan de Padaya
- Jed Prouty : J.H. Blaine
- Rafael Storm : Laj
- Fred Miller : policier
- Herbert Ransom : policier
- Nick Lukats : chauffeur de taxi
- Guy Usher : l’inspecteur de police Parr
- Archie Twitchell : l’employé
- Robert Cummings : Curley Griffin